# Emil Wernsdorf Madsen
Emil Wernsdorf Madsen (Svendborg, 1 de enero de 2001) es un jugador de balonmano danés que juega de lateral derecho en el THW Kiel. Es internacional con la selección de balonmano de Dinamarca.
Su primer gran campeonato con la selección fue el Campeonato Europeo de Balonmano Masculino de 2024, donde su selección logró la medalla de plata.

## Palmarés

### Selección nacional
| Campeonato Mundial | Campeonato Mundial           | Campeonato Mundial | Campeonato Mundial |
| Año                | Lugar                        | Medalla            |                    |
| ------------------ | ---------------------------- | ------------------ | ------------------ |
| 2025               | Croacia, Dinamarca y Noruega | Medalla de oro     |                    |
| Campeonato Europeo |                              |                    |                    |
| Año                | Lugar                        | Medalla            |                    |
| 2024               | Alemania                     | Medalla de plata   |                    |

### GOG Gudme
- Liga danesa de balonmano (2): 2022, 2023
- Copa de Dinamarca de balonmano (2): 2019, 2022

### Consideraciones individuales
- MVP de la Copa de Dinamarca de balonmano 2021[4]
- Máximo goleador de la Liga danesa de balonmano 2022-23 (252 goles)[5]
- Máximo goleador de la Liga de Campeones de la EHF 2022-23 (107 goles)[6]

## Clubes
| Club      | País      | Año       |
| --------- | --------- | --------- |
| GOG Gudme | Dinamarca | 2019-2024 |
| THW Kiel  | Alemania  | 2024-Act. |